# Пеетерс, Барт
Барт Август Мария Пеетерс (нидерл. Bart Peeters) (30 ноября 1959 года, Мортсел, Бельгия) – бельгийский певец, барабанщик, гитарист, актёр и ведущий программ.

## Биография

### Юность и начало карьеры
Барт Пеетерс родился в многодетной семье. «Театральный микроб» присутствовал в семье потому, что вся семья Пеетерса играла в любительском спектакле «Arlecchino» в Лире. Даже дома Барт Пеетерс вместе с братом и сестрой играли в театр, и Барт всегда писал сценарии. Уже в детстве он играл уже на гитаре и на барабанах в различных группах.
После средней школы, Пеетерс поступил в антверпенский университет на филологический факультет и потом специализировался в театроведении. В тот момент Пеетерс, вместе с известными артистами Хуго Маттейсеном и Яном Лейерсом, создал группу «Beri Beri». В 1978 году Барт Пеетерс познакомился с Аннеке Белленс, на которой женился в 1990 году. У них родились две дочери и один сын.

### Музыкальная карьера
Первая успешная группа Пеетерса была The Radios, в которой он играл вместе с братьями Мосусе. Потом он был известен как альтер эго Vettige Swa (Вульгарный Суа) в антверпенской рок-группе «The Clement Peerens Explosition» (CPeX). Вместе с Ронни Мосусе и Хуго Маттейсеном, они имели большой успех благодаря шутливым текстам песен.
В 2004 году Барт Пеетерс начал индивидуальную певческую карьеру. Он выступал в бельгийских театрах и пел автобиографические песни из своего нидерландоязычного альбома Het plaatje van Bart Peeters (Пластиночка Барта Пеетерса). В 2006 и 2008 году, он выпустил новые альбомы Slimmer dan de zanger (Умнее певца) и De Hemel in het klad (Небо в черновике) и детский альбом. В 2008 году он выступил как главный артист на фестивале «Nekka-nacht» в антверпенском Дворце спорта. Из-за проблем со слухом ему пришлось покинуть группу CPeX. В 2010 году он выступил с альбомом De ideale man (Идеальный мужчина).
В октябре 2011 года Пеетерс решил взять перерыв в музыкальной карьере. Однако, в тот момент, он выпустил компиляцию своих лучших песен Het beste en tot nog eens (Всего доброго и пока). Перерыв длился до лета 2013 года и в 2014 он вернулся с альбомом Op de groei.
Пеетерс получил признание на фламандском музыкальном конкурсе MIA (Music Industry Awards), выиграв три раза подряд приз «самый лучший артист», поющий на нидерландском языке.

### Барт Пеетерс в СМИ
Пеетерс — не только музыкант, но и актёр и ведущий теле- и радиопрограмм. Можно констатировать, что он — многогранный артист.
Уже в детстве актёр появился во фламандских СМИ в детской программе. Настоящая телевизионная карьера началась в 1972 году в сериале Bart Banninks. В начале 1980-х годов он вел такие программы как Villa Temp, Elektron Pop-Elektron в BRT, фонде бельгийского радио и телевидения. Между тем он также имел успех в радио. В 1988 он начал на радиостанции Studio Brussel программу Het Leugenpaleis, вместе с другом Хуго Маттейсеном. Программа пользовалась большим успехом и в 1999 году Пеетерс создал телевизионную программу Het Peulengaleis, основанную на радиопрограмме. Среди детей, актёр достиг популярность благодаря роли в детской программе Dag Sinterklaas.
В 1995 году актёр перешёл на другой телеканал VTM, фламандское общественное телевещание. Там он вёл программы De liegende doos и De vliegende doos, которые имели мало успеха. Поэтому Пеетерс после 2 лет вернулся в BRT, который получил новое название — VRT. В тот период он вёл программу отбора певцов конкурса «Евровидение». Он также вёл несколько программ (Toppop Yeah, Toppop-nonstop, De droomshow) по телевидению и по радио в Нидерландах. В 2005 году он вёл научную программу Hoe? Zo! (Как? Так!) во Фландрии (VRT) и в Нидерландах (Teleac/NOT). С 2007 года вместе с Софи Ван Молл вёл программу De Bedenkers (Изобретатели). В этой программе участники должны были заинтересовать жюри экспертов в своих изобретениях. По другому телеканалу с 2009 года Пеетерс ведёт развлекательную программу Mag ik u kussen? (Можно тебя поцеловать?).
В 2010-х годах Барт Пеетерс был лицом Generatieshow (Шоу Поколения) по каналу Eén (часть VRT). В этом шоу люди старшего поколения должны соревноваться с молодым поколением. В программе Een laatste groet (Последнее приветствие) известные фламандцы переживают собственное погребение.
В 2012 году Пеетерс создал вместе с братом Стейном и комиком Адрияном Ван ден Хоофом свою фирму, которая делает программы для VRT.
В 2015 году он вёл своё собственное ток-шоу Bart en Siska (Барт и Сиска) вместе с Сиской Схутерс. В 2016 году он вернулся на телеканал VTM как певческий тренер в программе The Voice van Vlaanderen (Голос Фландрии).
Барт Пеетерс очень популярен во Фландрии потому, что он часто ведёт одноразовые шоу, как, например, шоу для сбора денег для жертв цунами 2004 года.

## Дискография

### Альбомы с хитами
- Het plaatje van Bart Peeters (Пластиночка Барта Пеетерса)
- Slimmer dan de zanger (Умнее певца)
- De hemel in het klad (Небо в черновике)
- Het kinderplaatje van Bart Peeters
- De ideale man (Идеальный мужчина)
- Het beste en tot nog eens (Всего доброго и пока)
- Op de groei

### Хиты
- I'm into folk 	1989
- Swimming in the pool 	1990
- Ik wil je (nooit meer kwijt)
- AAA Anthem 	2007
- Slimmer dan de zanger 	2007
- Messias 	2007
- (Zo van die) Zomerdagen 	2008
- Denk je soms nog aan mij
- Zelden of nooit
- Een echte vrouw
- In de plooi
- Matongé
- Niets of niemand (houdt ons tegen)
- Lepeltjesgewijs

### Телевизионные программы
- Bart Banninks
- Elektron
- Pop-Elektron
- Bingo!
- De Droomfabriek
- Dag Sinterklaas
- De Grote Prijs Bart Peeters
- De (v)liegende doos
- Kinderen voor Kinderen festival
- Lalala Live
- NV Peeters
- Nonkel pop
- Toppop Yeah en Toppop-nonstop
- De Droomshow (1997-1999)
- De leukste eeuw
- Het Peulengaleis
- De Nationale Test
- Eurosong
- Geen zorgen tot paniek
- Hij komt, hij komt ... De intrede van de Sint
- Hoe?Zo!
- 50 jaar televisie (2003)
- Media Morgen: de grote zap voorwaarts (2006)
- De show van het jaar (2006)
- De Bedenkers (2007)
- Mag ik u kussen? (2009-2010, 2016)
- Zeker Weten!
- De Generatieshow (2010)
- De Slimste Thuis (2011)
- Een Laatste Groet (2012)
- De neus van Pinokkio (2013)
- Bart & Siska (2015)
- The Voice van Vlaanderen (2016)

## Дополнительная информация
- Родственники Барта Пеетерса также имели актёрский талант. Мать, дядя, племянник и племянница – все актёры. Его мать и племянница играли роль в известном фламандском серияле Lili en Marleen. Сестра Пеетерса вышла замуж за известного актёра, Варре Боргманса.
- Барт Пеетерс – внук Густава Ван Букеля, который был членом движения сопротивления во время Второй мировой войны. Барт сделал документальный фильм Verloren land на эту тему.
- В юмористической программе «Chris&Co» Крис Ван Ден Дурпел спародировал его.
- У Барта Пеетерса был собственный конкурс талантов De Grote Prijs Bart Peeters.